# تاب (جبر)
یک عنصر تاب‌دار (به انگلیسی: torsion element) در ریاضیات، و مخصوصاً در نظریه حلقه‌ها، یک عنصر از یک مدول است که وقتیکه در یک مقسوم‌علیه غیرصفر از حلقه ضرب شود، منجر به ایجاد صفر می‌شود. یک زیرمدول تاب‌دار از یک مدول یک زیرمدول است که از عناصر تاب‌دار تشکیل شده‌است. یک مدول تاب‌دار نوعی مدول است که با زیرمدول تاب‌دارش برابر باشد. یک مدول موقعی بدون پیچش است که زیرمدول تاب‌دارش فقط شامل عنصر صفر باشد.
این اصطلاح‌شناسی بیشتر برای مدول‌های روی یک دامنه استفاده می‌شود، یعنی، موقعی که عناصر معمولی حلقه همه عنصر غیرصفرش هستند.
این اصطلاح‌شناسی به گروه‌های آبلی هم اعمال می‌شود (که در آن «مدول» و «زیرمدول» با «گروه» و «زیرگروه» جایگزین شده‌اند). این موضوع به این دلیل امکان‌پذیر است که گروه‌های آبلی همان مدول‌ها روی حلقه اعداد صحیح هستند (در واقع، این موضوع، ریشه اصطلاح «پیچش» است، یعنی قبل از تعمیم برای مدول‌ها، برای گروه‌های آبلی معرفی شده بودند).
درحالت گروه‌هایی که جابجایی‌پذیر نیستند، یک عنصر تاب‌دار یک عنصر از مرتبه متناهی است. برخلاف حالت جابجایی، عناصر تاب‌دار، درکل، یک زیرگروه تشکیل نمی‌دهند.

## تعریف
یک عنصر m از یک مدول M روی یک حلقه R وقتی یک عنصر تاب‌دار از مدول نامیده می‌شود که یک عنصر معمولی (عنصری که نه یک مقسوم‌علیه صفر چپ است و نه مقسوم‌علیه راست) با نام r از حلقه موجود باشد که m را خنثی کند، یعنی r m = ۰ باشد. در حوزه صحیح (یک حلقه جابجایی بدون مقسم‌های صفر)، هر عنصر غیرصفر معمولی است، بنابراین یک عنصر تاب‌دار از یک مدول روی یک حوزه صحیح آن عنصری است که توسط عنصر غیرصفر از حوزه صحیح خنثی می‌شود. بعضی از نویسندگان از این موضوع به عنوان تعریف یک عنصر تاب‌دار استفاده می‌کنند، اما این تعریف بخوبی روی حلقه‌های کلی‌تر کار نمی‌کند.
یک مدول M روی یک حلقه R موقعی یک مدول تاب‌دار نام‌دارد که همه عناصرش از نوع عناصر تاب‌دار باشد، و موقعی بدون-پیچش نامیده می‌شود که صفر تنها عنصر تاب‌دارش باشد. اگر حلقه R یک حوزه صحیح باشد، آنوقت مجموعه همه عناصر تاب‌دار یک زیرمدول از M می‌سازد، که به آن زیرمدول تاب‌دار M گفته می‌شود، و گاهی توسط نماد T(M) نشان داده می‌شود. اگر R جابجایی نباشد، آنوقت T(M) ممکن است یک زیرمدول باشد یا نباشد. در (Lam 2007) نشان داده شده‌است که R یک «حلقه اور راست» است، اگر و تنها اگر برای همه مدول‌های راست R زیرمدول تاب‌دار T(M) یک زیرمدول از M باشد. از آنجایی که دامنه‌های نوتریان راست هم «اور» هستند، این موضوع حالتی را که R یک دامنه نوتریان راست است را هم می‌پوشاند (که ممکن است جابجایی‌پذیر نباشد).
به صورت کلی‌تر، فرض کنید که M یک مدول روی یک حلقه R باشد، و S یک زیرمجموعه بسته ضربی از R باشد. یک عنصر m از M یک عنصر S-تاب‌دار نامیده می‌شود اگر یک عنصر s در S موجود باشد که s عنصر m را خنثی سازد، یعنی s m = ۰ باشد. بخصوص، می‌توان برای S مجموعه عناصر معمولی از حلقه R را درنظر گرفت، و تعریف بالا را بازیافت.
یک عنصر g از یک گروه G موقعی یک عنصر تاب‌دار از گروه نامیده می‌شود که دارای درجه متناهی باشد، یعنی اگر یک عدد صحیح مثبت m موجود باشد که برای آن gm = e باشد، که در آن e نشان‌دهنده عنصر همانی گروه است، و gm نشان‌دهنده ضرب m نسخه از g است. وقتی یک گروه یک گروه تاب‌دار (یا دوره‌ای) نامیده می‌شود که همه عناصرش، عنصر تاب‌دار باشد، و وقتی یک گروه بدون-تاب نام دارد که تنها عنصر تاب‌دارش برابر عنصر همانی باشد. هر گروه آبلی را می‌توان به صورت یک مدول روی حلقه Z از اعداد صحیح دید، و در این حالت، دو مفهوم پیچش با هم برابرند.

## مثال‌ها
1. فرض کنید که M یک مدول آزاد روی هر حلقه R باشد. آنوقت از تعاریف فوراً نتیجه می‌شود که M بدون-پیچش است (اگر حلقه R یک دامنه نباشد، آنوقت پیچش در رابطه با مجموعه S از مقسم‌های غیرصفر R درنظر گرفته می‌شود). بخصوص، هر گروه آبلی آزاد، بدون-پیچش است و هر فضای برداری روی یک میدان K وقتیکه به صورت یک مدول روی K دیده شود، بدون-پیچش است.
2. در مقابل مثال ۱، هر گروه متناهی (آبلی یا نه) دوره‌ای است و به صورت متناهی تولید شده‌است. مسئله برنساید، در مقابل سؤال می‌کند که آیا هر گروه دوره‌ای متناهی ساخته‌شده باید حتماً متناهی باشد یا نه؟ جواب در کل نه است، حتی اگر دوره ثابت باشد، باز هم جواب در کل نه است.
3. عناصر تاب‌دار از گروه ضربی یک میدان، همان ریشه‌های واحد آن هستند.